# Mesabolivar cambridgei
Mesabolivar cambridgei är en spindelart som först beskrevs av Cândido Firmino de Mello-Leitão 1947. 
Mesabolivar cambridgei ingår i släktet Mesabolivar och familjen dallerspindlar. Inga underarter finns listade i Catalogue of Life.